# グラン・コロンビエ峠
グラン・コロンビエ峠（Col du Grand Colombier）は、フランス、アン県に位置する標高1501mの峠。

## 概要
- 南東に位置するローヌ川渓谷のキュロズを起点とした場合、水平距離換算18.3㎞、高低差1262メートル、平均斜度6.89％、最大斜度14％。
- 西に位置するセラン川渓谷のアルトマールを起点とした場合、水平距離換算15.9㎞、高低差1251メートル、平均斜度7.87％、最大斜度22％。

## 自転車ロードレース
1999年にツール・ド・レンのコースの一部として登場して以来、『フランスで最も厳しい峠』と評される。急峻な登坂区間が多いため、100年を超える歴史を有するツール・ド・フランスでも、2011年まで一度もコースに組み入れられたことがなかった。初登場となった2012年大会の第10ステージのコースは、キュロズを起点とし本峰山頂にゴールが設定された。これに先立って、同年6月に行われたクリテリウム・デュ・ドフィネ第5ステージにおいて当峠を通過する区間が設けられた。
ツール・ド・フランス歴代首位通過選手
| 年   | ステージ | 首位通過選手             | 国籍       |
| ---- | -------- | ------------------------ | ---------- |
| 2023 | 13       | ミハウ・クフャトコフスキ | ポーランド |
| 2020 | 15       | タデイ・ポガチャル       | スロベニア |
| 2012 | 10       | トマ・ヴォクレール       | フランス   |